# شارل دومولان
شارل دومولان (بالفرنسية: Charles Dumoulin)‏؛ هو محامٍ فرنسي، ولد في 1500 في باريس في فرنسا، وتوفي بنفس المكان في 28 ديسمبر 1566.